# Prljavo kazalište
Prljavo kazalište – chorwacki zespół rockowy powstały w 1977 roku w Jugosławii.

## Historia
Zespół został założony przez Jasenko Houra (gitara rytmiczna), Zorana Cvetkovicia „Zok” (gitara), Ninoslava Hrastka (gitara basowa) i Tihomira Fileša (perkusja). Debiutancki album Prljavo kazalište ukazał się w 1979 roku.
- W 2001 roku piosenka Prljavo kazalište „Crno bijeli svijet” z ich drugiego albumu o takim samym tytule ukazała się w Polsce na płycie Yugoton z polskim tekstem Kazika Staszewskiego i w jego wykonaniu pt. „Czarno-biały świat”.

## Dyskografia

### Albumy studyjne
- Prljavo kazalište (Suzy Records, 1979)
- Crno bijeli svijet (Suzy Records, 1980)
- Heroj ulice (Suzy Records, 1981)
- Korak od sna (Suzy Records, 1983)
- Zlatne godine (Jugoton, 1985)
- Zaustavite zemlju (Suzy Records, 1988)
- Devedeseta (Suzy Records, 1990)
- Lupi petama,.... (Crno Bijeli Svijet, 1990)
- S vremena na vrijeme (Croatia Records, 1996)
- Dani ponosa i slave (Croatia Records, 1998)
- Radio Dubrava (Dallas Records, 2003)
- Moj dom je Hrvatska (Dallas Records, 2005)
- Tajno ime (Croatia Records, 2008)
- Možda dogodine (Croatia Records, 2012)

### Albumy koncertowe
- Sve je lako kad si mlad - Live (Suzy Records, 1988)
- Zabranjeni koncert (InterService, 1994)
- Božićni koncert 27.12.1994 (Crno Bijeli Svijet, 1995)
- XX godina (Crno Bijeli Svijet, 1997)
- Best of - live (Dallas Records, 2009)
- XXX godina (Croatia Records, 2009)

### Kompilacje
- Najveći hitovi (Suzy Records, 1994)
- Balade (Hi-Fi Centar, 1998)
- Hitovi (Hi-Fi Centar, 1998)
- Sve je lako kad si mlad '77-'99 (Crno Bijeli Svijet i Suzy Records, 2001)
- Best of - live (Dallas Records, 2009)

### Single
- Televizori (Jugoton, 1978)
- Moj je otac bio u ratu (Suzy Records, 1979)
- Crno bijeli svijet (Suzy Records, 1980)
- ... Mojoj majci / Marina (Suzy Records, 1989)

### Wideoklipy
- Voljenom gradu (Suzy Records, 1989)
- Koncert u HNK (Crno Bijeli Svijet, 1993)
- Božićni koncert (Crno Bijeli Svijet, 1995)
- Na trgu (Dallas Records, 2003)
- Best of - live (Dallas Records, 2009)
- XXX godina (Croatia Records, 2009)